# Saint-Saturnin-lès-Avignon
Saint-Saturnin-lès-Avignon là một xã trong tỉnh Vaucluse thuộc vùng Provence-Alpes-Côte d’Azur ở đông nam nước Pháp. Xã này nằm ở khu vực có độ cao trung bình 53 mét trên mực nước biển.